# Gerard Gomila
Gerard Gomila Carulla (* 9. Mai 1995 in Barcelona) ist ein spanisch-deutscher Basketballtrainer und ehemaliger -spieler auf der Position des Flügelspielers.

## Laufbahn

### Spieler
Gomila entstammt der Jugendabteilung des spanischen Spitzenclubs Joventut Badalona, der unter anderem die späteren NBA-Spieler Ricky Rubio, Rudy Fernandez und Raul Lopez hervorgebracht hat. 2013 wechselte er zu CB Prat Juventud – in der Mannschaft fördert Joventut Badalona seine Nachwuchsleute – und stieg mit dem Verein von der dritthöchsten in die zweithöchste Liga Spaniens auf.
Im Juni 2015 nahm er ein Angebot des deutschen Zweitligaclubs Oettinger Rockets Gotha an. In der Saison 2016/17 wurde er mit Gotha ProA-Vizemeister, was den Bundesliga-Aufstieg bedeutete. Gomila trug zu diesem Erfolg mit Mittelwerten von 4,1 Punkten, 2,8 Rebounds und 2,7 Vorlagen (in 34 Spielen) bei.
Im Sommer 2017 wechselte er zum ProA-Ligisten 1. FC Baunach und spielte bis zum Ende der Saison 2017/18 für die Mannschaft, ehe er nach Spanien zurückkehrte, um dort ein Studium aufzunehmen.

#### Nationalmannschaft
Gomila erreichte mit Spaniens U17-Nationalmannschaft bei der WM 2012 das Halbfinale und gewann mit Spaniens U18-Auswahl 2013 EM-Bronze. 2015 gehörte er zum Kader von Spaniens U20-Nationalmannschaft.

### Trainer
Im Sommer 2021 wurde er bei der SG Lützel-Post Koblenz (EPG Baskets Koblenz) Co-Trainer von Mario Dugandzic und Ende Februar 2022 als Nachfolger von Dugandzic hauptverantwortlicher Koblenzer Trainer der zu diesem Zeitpunkt auf dem zweiten Tabellenplatz der 2. Bundesliga ProB Süd stehenden Mannschaft. Diese Regelung wurde bis zum Ende der Saison 2021/22 getroffen, im Sommer 2022 wurde Gomila im Traineramt von Patrick Elzie abgelöst. Er wandte sich anschließend seinem gelernten Beruf als Steuerberater zu und wurde als solcher in Barcelona tätig.